# Jean Daubigny
Pour les articles homonymes, voir Daubigny.
Jean Daubigny, né le 18 mai 1948 à Troyes (Aube) où il est mort le 2 juillet 2024,, est un haut fonctionnaire français.
Il a notamment été préfet de Paris et de la région Île-de-France.

## Biographie
Jean Daubigny est le fils d'un principal  de collège.
Ancien élève de l'IEP de Paris (1971, section Service Public) et de l'ENA (1974-1976), il entre dans le corps préfectoral et est notamment successivement préfet de la région Midi-Pyrénées et de la région Bretagne puis préfet de Paris et de la région Île-de-France.
Après avoir été préfet de la région Pays de la Loire, préfet de la Loire-Atlantique, il est nommé directeur de cabinet du ministre de l'Intérieur Manuel Valls en mai 2012, puis choisi le 19 décembre 2012 pour remplacer Daniel Canepa en tant que préfet de Paris,.
Attentif aux autres et d'un naturel affable et diplomate, sa difficulté à prendre des décisions rapides expliquerait la brièveté de son passage au cabinet de Manuel Valls.

### Affaires judiciaires et controverses
En 1983, alors  chef de cabinet du préfet de Police, Jean Daubigny ordonne la destruction de la série bis des prélèvements de l'affaire Robert Boulin. La partie civile porte alors plainte pour « destruction de preuves ». La justice reconnaîtra l’élément de fait (les preuves ont bien été détruites) et la demande fondée en droit (les pièces ne devaient pas être détruites), mais la partie civile sera déboutée, l’« intention de nuire » n’étant pas reconnue,.
Le 16 novembre 2016, Jean Daubigny a été placé en garde à vue dans le cadre d'une affaire de fraude fiscale : lui et son épouse n'auraient pas transmis au fisc leur déclaration de revenus durant plusieurs années (le total « des droits éludés » » s’élèverait approximativement à « 190 000 euros sur la période 2011-2014 ») et se seraient abstenus de payer leurs impôts locaux (taxe d’habitation, taxe foncière). Il est jugé en septembre 2017 pour « fraude fiscale » au titre des années 2011 à 2014, les faits antérieurs étant prescrits. Lors de l'audience au cours de laquelle sont requis contre lui un an de prison avec sursis et 50 000 euros d'amende, il affirme souffrir d'un blocage l'empêchant d'ouvrir les courriers administratifs, qu'il n'a ainsi pas déclaré ses revenus en 2016 ni 2017 et n'a pas fait valoir ses droits à la retraite alors qu'il est désormais sans emploi,. Le 3 novembre 2017, il est condamné à huit mois de prison avec sursis. Il est en 2019 interdit de porter la légion d'honneur pendant trois ans.

### Affectations
Après avoir été maître auxiliaire à partir de 1968, puis avoir effectué son service militaire, Jean Daubigny intègre l'ENA en 1974 dont il sort  diplômé avec la promotion Guernica. En juin 1976, il devient auditeur de 2e classe à la Cour des comptes, puis dès décembre 1977 auditeur de 1re classe et enfin  dès août 1980  conseiller référendaire de 2e classe. Le 19 août 1980, il est nommé sous-préfet de 1re classe, directeur du cabinet du préfet de la région Corse, préfet de la Corse-du-Sud, puis sous-préfet de Châtellerault en janvier 1982.
Le 10 octobre 1983, il est nommé chef de cabinet du préfet de Police de Paris, puis le 15 mai 1986 directeur adjoint du cabinet du préfet de Police. Le 5 juin 1986, il est promu conseiller référendaire de 1re classe, puis le 1er novembre 1986 sous-préfet hors classe. Le 14 juillet 1988, il devient conseiller technique au cabinet du président de la République François Mitterrand jusqu'à ce qu'il soit nommé le 23 janvier 1991 préfet du Vaucluse, puis le 21 juin 1993 préfet de la Loire. Réintégré dans son corps d'origine, il est nommé délégué interministériel à la ville et au développement social urbain le 9 décembre 1996. Le 15 juillet 1998, il est nommé préfet de la Réunion, puis le 2 juillet 2001 préfet de la Marne, puis le 31 juillet 2003 préfet de la Haute-Garonne.
Le 19 juillet 2006, il devient préfet de la zone de défense Ouest et préfet de région Bretagne, puis le 3 juillet 2009 préfet de la Loire-Atlantique. Au retour de la Gauche au pouvoir, il est choisi le 17 mai 2012 comme directeur de cabinet du ministre de l’Intérieur Manuel Valls dans le gouvernement Jean-Marc Ayrault, mais quelques mois plus tard, le 19 décembre 2012, il devient préfet de Police de Paris pour remplacer Daniel Canepa. Jean-François Carenco le remplace à partir du 1er avril 2015.

## Décorations
- Commandeur de la Légion d'honneur Il est fait chevalier le 31 décembre 1992[20] pour ses 24 ans de services civils et militaires, puis est promu officier le 31 décembre 2001[21], et commandeur le 31 décembre 2008[22] (suspendu pour une durée de trois ans en juillet 2019[23]).
- Commandeur de l'ordre national du Mérite Il est promu officier le 25 juin 1999, puis commandeur le 15 mai 2006[24] (suspendu pour une durée de trois ans en juillet 2019[25]).
- Officier de l'ordre des Palmes académiques[26] (suspendu pour une durée de trois ans par décret du 8 janvier 2020)
- Officier de l'ordre du Mérite agricole[26]
- Commandeur de l'ordre du Mérite maritime Il est fait commandeur le 11 février 2014[27]
- Officier de l'ordre des Arts et des Lettres Il est promu au grade d’officier le 13 septembre 2016[28].
- Médaille d'honneur de l'administration pénitentiaire, argent[26]
- Médaille de la jeunesse, des sports et de l'engagement associatif, bronze[26]
- Commandeur de l'ordre du Mérite civil d'Espagne[26]